# Poetismus
Poetismus je původem literární směr, který vznikl v 20. letech 20. století v Československu a nikdy se nerozšířil za hranice země, tudíž se jedná o výlučně český avantgardní směr. Básně všedního dne, popisují obyčejné věci. Poetismus nechtěl být pouze literárním programem, ale měl ambice stát se způsobem, jak se dívat na život, aby byl básní. Cílem poetismu bylo úplné oproštění od politiky a optimistický pohled na svět. Z toho vyplynul i jeho styl rozvíjející lyriku a hravost. Byla odstraněna interpunkce.
Soustředil se pouze na současnost, resp. na radostné okamžiky. Jeho hlavními tématy se staly pocity štěstí a radosti, emotivní stránka byla pro poetismus velmi důležitá.
Základem poetistické filosofie byl problém odcizení a sebeodcizení člověka – tj. mezilidských vztahů; poetisté se domnívali, že došlo k deformaci mezilidských vztahů a vůbec vztahu člověka k okolnímu světu. Z tohoto odcizení vinili společnost, která podle nich kvůli svému uspořádání (a složitosti) se přestala zajímat o (ne)štěstí jedince, ale soustředí se pouze sama na sebe. Cílem poetismu bylo napomáhat nápravě a překonání tohoto odcizení.

## Historie
Poetismus má kořeny v proletářské poezii, vznikl v prostředí avantgardní skupiny Devětsil, za rok vzniku bývá uváděn letopočet 1923, ačkoli termín poetismus byl poprvé patrně použit až o rok později (1924).
Roku 1921 vydal Jaroslav Seifert sbírku Město v slzách a roku 1923 mu vyšla sbírka Samá láska, předmluvy k těmto sbírkám byly psány jménem Devětsilu a naznačovaly posun myšlení uvnitř tzv. socialistické literatury (resp. proletářské poezie). Autorem první předmluvy byl Vladislav Vančura, který zde zdůvodnil existenci proletářské poezie a jejích zásad. Posláním tvorby měla být duchovní a citová příprava na revoluci. Druhou předmluvu napsal Karel Teige, který sice také zastával socialistické principy a názory, ale zároveň zastával názor, že by do české literatury (a moderní kultury) měly pronikat cizí vlivy a že by i ona měla promlouvat a oslovovat jiné národy. Toto pojetí se projevilo v Devětsilu již dříve (podzim 1922) – ve studii nazvané Nové umění proletářské. Byl zde pokládán důraz na slovo nové tj. nebránící novým experimentům. Tato stať ani jiné úvahy K. Teiga nebyly namířeny proti Wolkerově nebo Horově poezii, které byly považovány za vrchol tehdejší poezie.
Roku 1924 uveřejnil K. Teige v brněnském časopise Host do domu první ucelený náčrt poetismu (stať poetismus). V roce 1928 byl v Revui Devětsilu (č. 9) vydán Manifest poetismu, který vyšel pod názvem Poetismus a skládal se ze tří částí:
1. Kapka inkoustu – V. Nezval
2. Ultrafialové obrazy čili Artificielismus – K. Teige
3. Manifest Poetismu – K. Teige

Druhý a poslední manifest poetismu byl uveřejněn ještě v roce 1924 v časopise Host do domu pod názvem Papoušek na motocyklu čili O řemesle básnickém od Vítězslava Nezvala.
Poetismus se v české literatuře objevoval až do 2. světové války. Po roce 1950 se některé myšlenky poetismu objevily v písňové tvorbě dvojice Jiří Suchý a Jiří Šlitr.

## Výtvarné umění
Ve výtvarném umění také dochází k poetizaci námětu.
- Jindřich Štyrský
- Toyen – vlastním jménem Marie Čermínová
- František Muzika

## Divadlo
Na divadle se tento styl prosadil v divadelní režii J. Frejky a J. Honzla.

## Architektura
- nemocnice v Mukačevu (Podkarpatská Rus)